# Хидедж
Хиде́дж, или Хайе, или Хая, или Хия (перс. هیدج‎, азерб. Hidəc) — город на северо-западе Ирана, в провинции  Зенджан. Входит в состав шахрестана  Абхар. Пятый по численности населения город провинции.

## География
Город находится в восточной части Зенджана, в горной местности, на высоте 1610 метров над уровнем моря.
Хидедж расположен на расстоянии приблизительно 70 километров к юго-востоку от Зенджана, административного центра провинции и на расстоянии 200 километров к западу-северо-западу (WNW) от Тегерана, столицы страны.

## Население
На 2006 год население составляло 11 798 человек; в национальном составе преобладают азербайджанцы, в конфессиональном — мусульмане-шииты.